# Blestium
Koordináták: é. sz. 51° 48′ 32″, ny. h. 2° 43′ 01″51.809000°N 2.717000°W
Blestium ókori római város, valószínűleg castrum Walesben, az egykori Britannia Superior provinciában. Feltételezések szerint Blestium egy Nero korabeli nagy erődítmény volt, amely a római katonák kivonulása után polgári településsé alakult át. A feltételezések szerint negyedszázaddal korábban létesülhetett, mint az i. sz. 75-ben épített Caerleon. Egyetlen római kori dokumentumban jelenik meg, mégpedig az Itinerarium Antoniniben. A mű tizenöt brit útvonalat jelöl meg, a tizenharmadik Isca erődjét köti össze Calleva Arebatummal, a mai Silchesterrel. E mentén állt az Itinerarium szerint Blestium (vagy Blestio) is. 
Az egykori Blestium helyén ma Monmouth városa áll. 
A Monnow folyó révje közelében kőházak romjait tárták fel. Gázvezetékcseréhez kapcsolódó munkálatok során római korabeli cserépedényeket és állati csontmaradványokat tártak fel, valamint az egykori római település utcái. A feltárt kerámiák nagy része a Severn folyó völgyében készült az i. sz. 1. században, de találtak Galliából származó edényeket is valamint hispaniai amforákat is. Ez utóbbiakban valószínűleg az ókori pikáns halmártást, a garumot importálták.